# 공략집
공략집(영어: strategy guide, 일본어: 攻略本) 또는 전략 가이드는 주로 비디오 게임의 공략 방법을 다룬 단행본 · 도서의 총칭이다. 같은 내용을 다루고 있는 잡지 류는 게임 잡지라고 불린다. 도박, 경마 등을 다룬 공략집도 존재하지만, 단순히 공략집이라고 하면 비디오 게임 관련 도서를 의미한다.
공략집은 특정 비디오 게임에 대한 힌트 또는 완전한 솔루션이 포함된 지침서이다. 공략집과 워크스루 사이의 경계는 다소 모호하며 전자는 종종 후자를 포함하거나 주변에 작성된다. 공략집은 책 형태와 비디오 게임 잡지의 기사 형태로 인쇄물로 출판되는 경우가 많다. 매우 인기 있는 게임 타이틀의 경우 서점이나 신문 가판대와 같은 보다 주류 출판 채널을 통해 가이드를 판매할 수 있다. 일부 출판사는 웹사이트에서 전자책 버전도 판매한다.
"공식"으로 판매되는 공략집은 게임 배급사가 직접 작성하거나 전문 출판사에 라이선스를 부여한다. 프리마 게임스(Prima Games) 및 피기백 인터랙티브(Piggyback Interactive)는 다양한 회사의 공식 가이드 작성을 전문으로 한다. 허가되지 않은 "비공식" 공략집을 만드는 퍼블리셔도 많이 있으며, 오늘날 주류 퍼블리셔 중 다수는 그러한 가이드를 만드는 것으로 시작했다.

## 같이 보기
- 비디오 게임